# Gilberton
Pour les articles homonymes, voir Gilberton (homonymie).
The Gilberton Company, Inc. était un éditeur américain connu pour sa série de comics Classics Illustrated. Tout d'abord division de la société Elliot Publishing Company, l'entreprise devient indépendante en 1942. Elle est vendue à la Frawley Corporation en 1967. Gilberton cesse ses activités en 1971.

## Histoire

### Débuts et succès
L'éditeur d'origine russe Albert Lewis Kanter (1897–1973). Ayant compris l'attrait des comics jugea qu'il pouvait utiliser ce medium pour attirer les jeunes générations vers les classiques de la littérature mondiale. En octobre 1941, soutenu par deux financiers il crée la collection Classic Comics pour Elliot Publishing Company. Les premiers numéros sont des adaptations des Trois Mousquetaires, d'Ivanhoé et du Comte de Monte-Cristo. En plus de l'adaptation les comics comportent des biographies des auteurs. 
En 1942, la société prend le nom de Gilberton Company, Inc. et en 1943 les titres déjà paru sont réédités. Les restrictions sur le papier causées par l'effort de guerre amènent Kanter à réduire la pagination de ses comics qui passent de 64 à 56 pages. Le format est de nouveau réduit en 1948 à cause de la hausse du prix du papier et les comics passent à 48 pages. Le succès de la collection Classics Illustrated amène Kanter à créer les séries dérivées Classics Illustrated Junior, Specials, et The World Around Us. Entre 1941 et 1942 les ventes s'élèvent à 200 millions d'exemplaires vendus.

### Difficultés et disparition
À partir de 1962 la publication de nouveaux titres cesse essentiellement pour des raisons économiques. Le dernier titre, publié en août 1962, est le numéro 167 qui est une adaptation de Faust. D'autres titres étaient prévus mais ils ne sont publiés que dans les éditions étrangères.
En 1967, Kanter vend sa société à l'éditeur catholique Twin Circle. Deux nouveaux titres paraissent mais le nouvel éditeur  se concentre sur les éditions étrangères et sur les réimpressions. Après quatre ans, Twin Circle arrête la publication et au début des années 1970, Classics Illustrated and Junior disparaissent.

## Collections
- Classics International
- Classiques Internationales
- Elliot Publishing
- Famous Authors, Ltd.
- Gilberton Publications
- Gilberton World-Wide Publications

## Titres publiés
- Classic Comics (1941–1947). Le nom est changé en mars 1947 pour devenir Classics Illustrated (1947-1967)
- Classics Illustrated Junior (1953–1971)
- Classics Illustrated Special Issue (1955–1962)
- The World Around Us (1958–1961)